# Handverschluss
Handverschlüsse (auch Handschloss) sind Vorrichtungen zur örtlichen Sicherung von beweglichen Fahrwegelementen von Eisenbahnen, wie beispielsweise Weichen, Gleissperren oder Kreuzungen mit beweglichen Herzstückspitzen. Jedes dieser beweglichen Fahrwegelemente ist mit einem Schloss, dem Handverschluss, ausgerüstet, bei Bedarf auch mit einem Schloss für jede Stellung.
Mit Handverschlüssen können ortsbediente Einrichtungen durch Schlüsselabhängigkeit in die Signalabhängigkeit einbezogen werden. Außerdem sind damit Folgeabhängigkeiten realisierbar, mit denen eine Bedienreihenfolge erzwungen werden kann.

## Allgemeines
Es gibt mehrere Varianten von Handverschlüssen. Je nach Variante werden sie bei einfachen Betriebsverhältnissen zur dauerhaften Sicherung und/oder bei Bauarbeiten bzw. Störungen zur vorübergehenden Sicherung des zugehörigen beweglichen Fahrwegelements verwendet. Handverschlüsse werden unmittelbar von Hand mittels des zugehörigen Schlüssel verschlossen, wodurch das zu sichernde Fahrwegelement in einer definierten Lage festgelegt wird. Somit ist das Fahrwegelement vor einer unbefugten Bedienung geschützt.
Handverschlüsse sind so konstruiert, dass der Schlüssel nur entnommen werden kann, wenn das Schloss verschlossen ist. Sie können abgesehen von Zungensperren und Handverschlüssen HV 73 nur dann verschlossen werden, wenn die zu verschließende Einrichtung in der geforderten Endlage steht. Im verschlossenen Zustand darf sich das Schloss nicht von der zu verschließenden Einrichtung entfernen lassen. Schließlich darf ein unverschlossener Handverschluss die Betätigung des Fahrwegelements nicht behindern.
Bewegliche Fahrwegelemente, die nur in einer Stellung Teil einer Fahrstraße sind, werden meist auch nur in dieser Stellung gesichert. Ist das bewegliche Fahrwegelement in beiden Lagen Teil einer Fahrstraße, so wird für jede ein eigenes Schloss angebracht.
In der deutschen sowie in deutscher Tradition stehenden Sicherungstechnik gibt es 12 Schlüsselformen und ihr jeweiliges Spiegelbild, die sich geometrisch soweit unterscheiden, dass kein Schlüssel in ein Schloss einer anderen Form passt. Sie werden mit arabischen Kleinbuchstaben bezeichnet, wobei die Buchstaben j und y nicht verwendet werden. Zusätzlich existieren sechs Gruppen, die sich durch Einschnitte in den Schlüsselbart an unterschiedlicher Stelle unterscheiden. Damit gibt es 144 theoretische Kombinationen, wobei nicht jede Schlüsselform mit jeder Gruppe kombiniert werden soll. Jede Schlüsselform darf in einem Bahnhof bzw. Stellwerksbezirk nur einmal auftreten. Nach Möglichkeit sollen vorzugsweise die mechanisch einfachen aufgebauten Gruppen 0 und 1, die durch ein auf den Schließriegel des betreffenden Schlosses aufgenieteten Blechstreifen realisiert werden, genutzt werden. Eine zusätzliche Festlegung besteht für die Gruppe 3. Diese soll vorrangig für Bauzustände reserviert werden.
Sicherungstechnische Schlösser sind in der Regel so konstruiert, dass sie durch Drehung im Uhrzeigersinn verschlossen werden. Eine Ausnahme bildet aus konstruktiven Gründen das deutsche Weichenschloss, dass durch Linksdrehung verschlossen wird.

## Weichenschloss

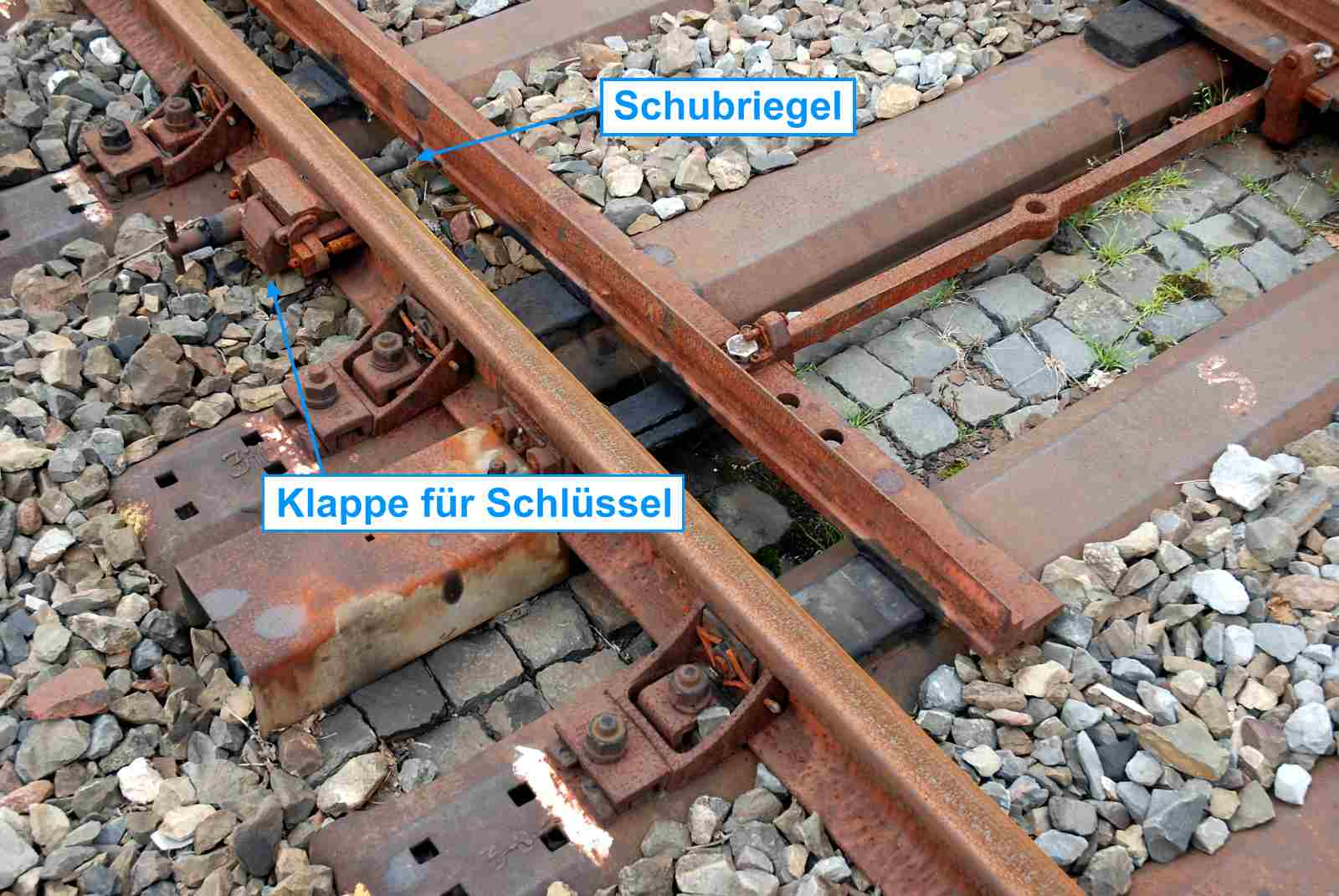
Weichenschloss: Das Schloss mit Schubriegel verhindert das unerwünschte Umstellen der Weiche.

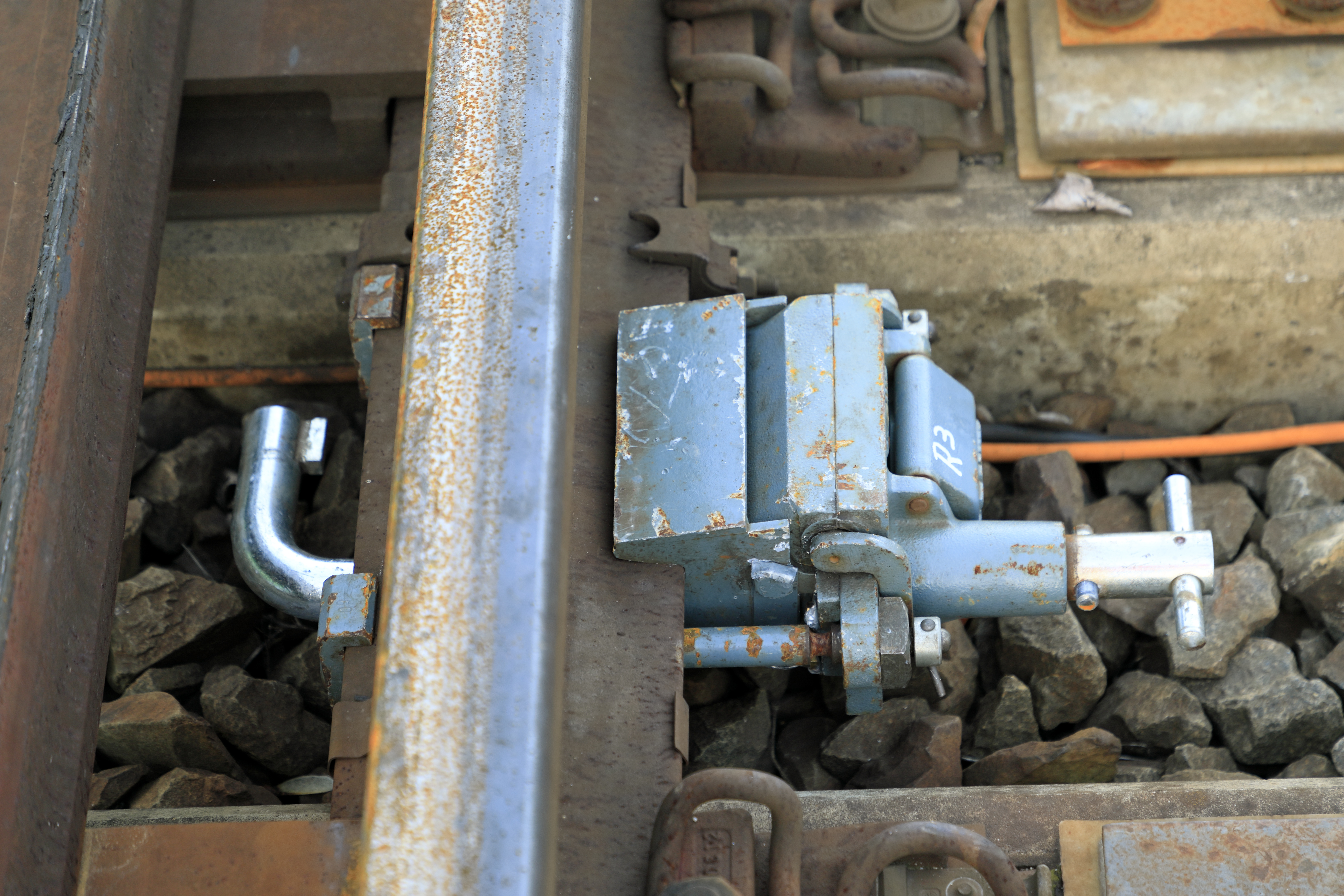
Anklemmbares Weichenschloss, unverschlossen

Weichenschlösser (auch Weichenhand- und Schubriegelschloss genannt) werden zum vorübergehenden, bei einfachen Verhältnissen auch dauernden Verschließen einer Weiche oder Kreuzung mit beweglichen Herzstückspitzen verwendet. Hierfür weisen Weichenschlösser einen in seiner Längsrichtung verschiebbaren Schubriegel auf, welcher durch einen Schließriegel festgelegt werden kann.
Ein Weichenschloss wird auf der Seite der abliegenden Zunge angebracht. So kann der Schubriegel gegen die Weichenzunge geschoben und mit dem Schloss in dieser Lage verschlossen werden. Die abliegende Weichenzunge hält über den Weichenverschluss auch die anliegende fest und die Weiche lässt sich nicht umstellen. Schließt man das Schloss auf, so ist die Weiche wieder stellbar. Dabei wird der Schubriegel verschoben, und der Schlüssel kann nicht mehr aus dem Schloss entnommen werden. Das Weichenschloss wird dabei mit zwei Sonderschrauben an der Schiene befestigt. Die dafür benötigten Bohrungen müssen in der Backenschiene vorgesehen sein. Sie weisen zwei in der waagerechten liegende seitliche Ausschnitte auf, in die entsprechende Ansätze an den Schraubenschäften eingreifen und die Verdrehsicherheit gewährleisten. Die Schrauben weisen zusätzlich einen geschwächten Abschnitt auf, der als Sollbruchstelle dient. Wird eine durch ein Weichenschloss gesicherte Weiche aufgefahren, brechen die Schrauben an den Sollbruchstellen, das Schloss springt seitlich ab und Schäden durch verbogene Zungen werden vermieden. Die Einbaustelle für ein Weichenschloss ist bei einer neuen Weiche mit einem weißen Farbanstrich gekennzeichnet. Durch eine Mutternsicherung wird gewährleistet, dass das Weichenschloss im verschlossenen Zustand nicht abgenommen werden kann. Für die Wirkung dieser Mutternsicherung sind die Muttern vier- statt sechseckig, die Schlüsselweite beträgt beim Gewinde M16 30 mm.
Da die anliegende Weichenzunge nur indirekt gesichert wird, können Weichenschlösser nur bei wirksamem Spitzenverschluss eingesetzt werden. Ist der Spitzenverschluss gestört oder unvollständig, so muss die anliegende Weichenzunge zusätzlich zum Weichenschloss mit einer Zungensperre gesichert werden.
Bei deutschen Weichen der Schienenformen S 54 und UIC 60 sind die Bohrungen für den Einbau von Weichenschlössern nicht mehr vorgesehen. Um sie insbesondere bei Bauzuständen zu sichern und Folgeabhängigkeiten herzustellen, ohne auf deutlich aufwändigere Riegelhandschlösser angewiesen zu sein, deren Einbau den Ausbau von Riegel- oder Zungenprüferstangen erfordern würde, wurde eine modifizierte Bauart, das anklemmbare Weichenschloss entwickelt. Die Gehäuse- und Innenteile sind identisch, der Schubriegel ist jedoch am inneren Ende abgewinkelt und nicht verschieb- sondern drehbar. Eine mit dem Gehäuse verschraubte Aufnahme dient dem Aufsetzen auf den Schienenfuß, befestigt wird es mit angepassten Schrauben, deren Köpfe den Schienenfuß auf der Innenseite umgreifen. Anklemmbare Weichenschlösser können wie die der Ursprungsbauart verwendet werden, sie ermöglichen ebenfalls die Herstellung der Signalabhängigkeit.
Bei ständig angebrachten Weichenschlössern werden die Befestigungsschrauben zusätzlich mit Nietringen versehen und mit Nieten gesichert.

## Riegelhandschloss

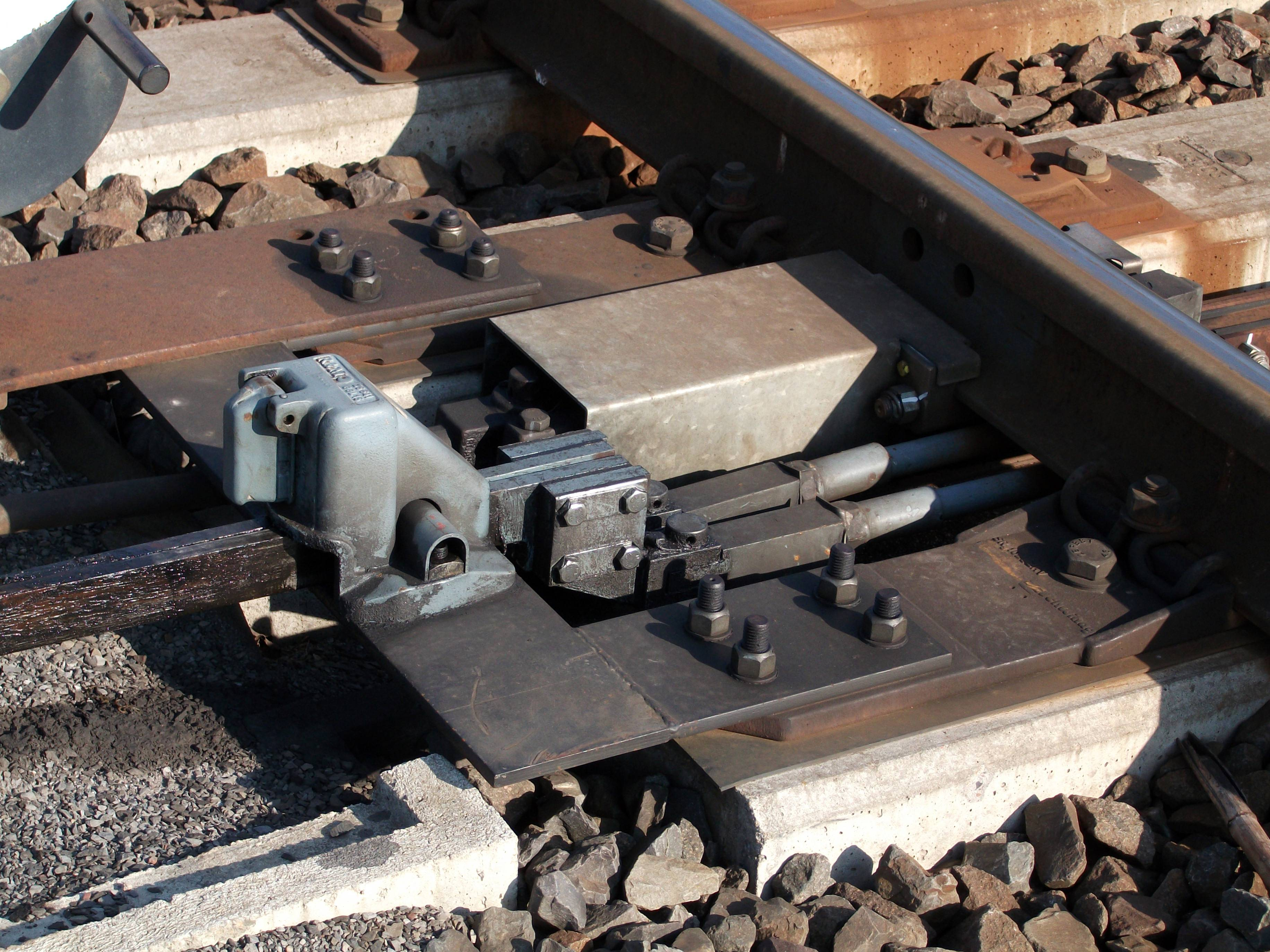
Einfaches Riegelhandschloss, welches beide Zungen verschließt, mit verstellbaren Riegelverbindungsstangen (DR-Bauart)

Riegelhandschlösser sind fest an den Weichen angebracht und dienen dem dauerhaften Verschließen von Weichen. Dabei sind die Weichenzungen einzeln mit den Riegelschiebern, welche durch das Schloss formschlüssig festgehalten werden, durch Riegelverbindungsstangen (auch Verschlussstangen genannt) verbunden.
Weichen, die nur in einer Lage von Fahrstraßen benötigt werden, müssen nur in dieser verschlossen werden. Es wird ein einfaches Riegelhandschloss verwendet. Wird die Weiche in beiden Lagen für Fahrstraßen benötigt, so wird ein doppeltes Riegelhandschlosses verwendet, mit dem sie in beiden Stellungen verschlossen werden kann. Das doppelte Riegelhandschloss besteht dabei aus zwei einfachen Riegelhandschlössern auf einer verlängerten Lagerplatte, welche beide auf die Riegelschieber wirken, die dafür je zwei Einschnitte erhalten.
Für die Herstellung einer Folgeabhängigkeit gibt es zusätzlich gekuppelte Riegelschlösser. Ein gekuppeltes Riegelschloss besteht aus einem doppelten Riegelschloss mit dünneren Riegelschiebern und einem zusätzlichen Kuppelschieber. Die Riegelschieber sind so geschlitzt, dass die Zungen in einer Lage verschlossen werden können. In der anderen Lage sind die Ausschnitte in den Riegelschiebern so lang, dass die Weiche umstellbar bleibt, wenn das betreffende Schloss verschlossen ist. Der zusätzliche Kuppelschieber ist mit zwei schmalen Ausschnitten, passenden Anschlägen und einem Handgriff versehen. Nach dem Aufschließen des ersten Schlosses lässt sich der Kuppelschieber verschieben, darauf wird das zweite Schloss verschließbar. Der entnommene Schlüssel ermöglicht das Aufschließen einer weiteren Einrichtung, während die Weiche mit dem gekuppelten Riegelschloss umstellbar bleibt. Nach Möglichkeit wird ein gekuppeltes Riegelschloss so eingebaut, dass das Umstellen der Weiche nach dem Aufschließen den Kuppelschieber so mitnimmt, dass das zweite Schloss danach ohne weitere Handgriffe verschließbar ist.
Klassische Riegelverbindungsstangen für Riegelhandschlösser sind einteilig, starr, entsprechend der gewünschten Anordnung auf der Baustelle zu schlitzen und für ein zwangfreies Umstellen fallweise zu kröpfen. Die Deutsche Reichsbahn entwickelte in den 1980er Jahren verstellbare Riegelverbindungsstangen und industriell geschlitzte Riegelschieber, die den Einbauaufwand deutlich reduzierten. Die Lagerplatte wird bei dieser Bauform weiterhin direkt auf die verlängerten Rippenplatten des Verschlussfaches aufgesetzt, das Lagereisen der Handstelleinrichtung liegt darüber. Um den Ein- und Ausbau weiter zu vereinfachen, erfolgte durch die Abteilung Fahrwegtechnik von DB Netz 2011 eine Neukonstruktion der Lager- und Übertragungsteile. Bei diesen liegt die Lagerplatte über den Lagereisen einer Handstelleinrichtung oder eines Antriebes, und die Riegelverbindungsstangen wurden nach dem Vorbild der Prüferstangen für Weichenantriebe mit Spannschlössern stufenlos einstellbar. Diese Neukonstruktion ermöglicht auch den Einbau an Weichen mit eingebauten Antrieben oder Übertragungsteilen zu weiteren Weichenverschlüssen, ohne diese vorher entfernen zu müssen. Für den Einbau ohne darunterliegende Lagereisen gibt es passende Zwischenlagen. Gleichzeitig wurden Lagerplatten für den Einbau auf Verschlussfachschwellen, Weichen der Schienenform UIC 60 mit Schwellenschraubenbefestigung und Stahlschwellen mit abweichenden Maßen der Befestigungsbohrungen eingeführt.
Mit der Einführung von zusätzlichen Zungenprüferkontakten bei Weichen mit großen Zweiggleisradien an den Angriffspunkten der Mittelverschlüsse wurde es erforderlich, insbesondere bei Bauzuständen auch diese mitzusichern. Dafür wurden ebenfalls passende Lagerteile entwickelt. Weil die Stellwege und Zungenaufschläge an den Mittelverschlüssen bei praktisch jeder Weichenbauart unterschiedlich sind, müssen die Riegelschieber für diese Schlösser weiterhin örtlich angepasst und auf der Baustelle geschlitzt werden.
Wenn möglich, wird ein Riegelhandschloss auf der Seite der Handstelleinrichtung eingebaut. Damit muss der Bediener das Gleis nicht zusätzlich überschreiten.

## Weichenbockschloss

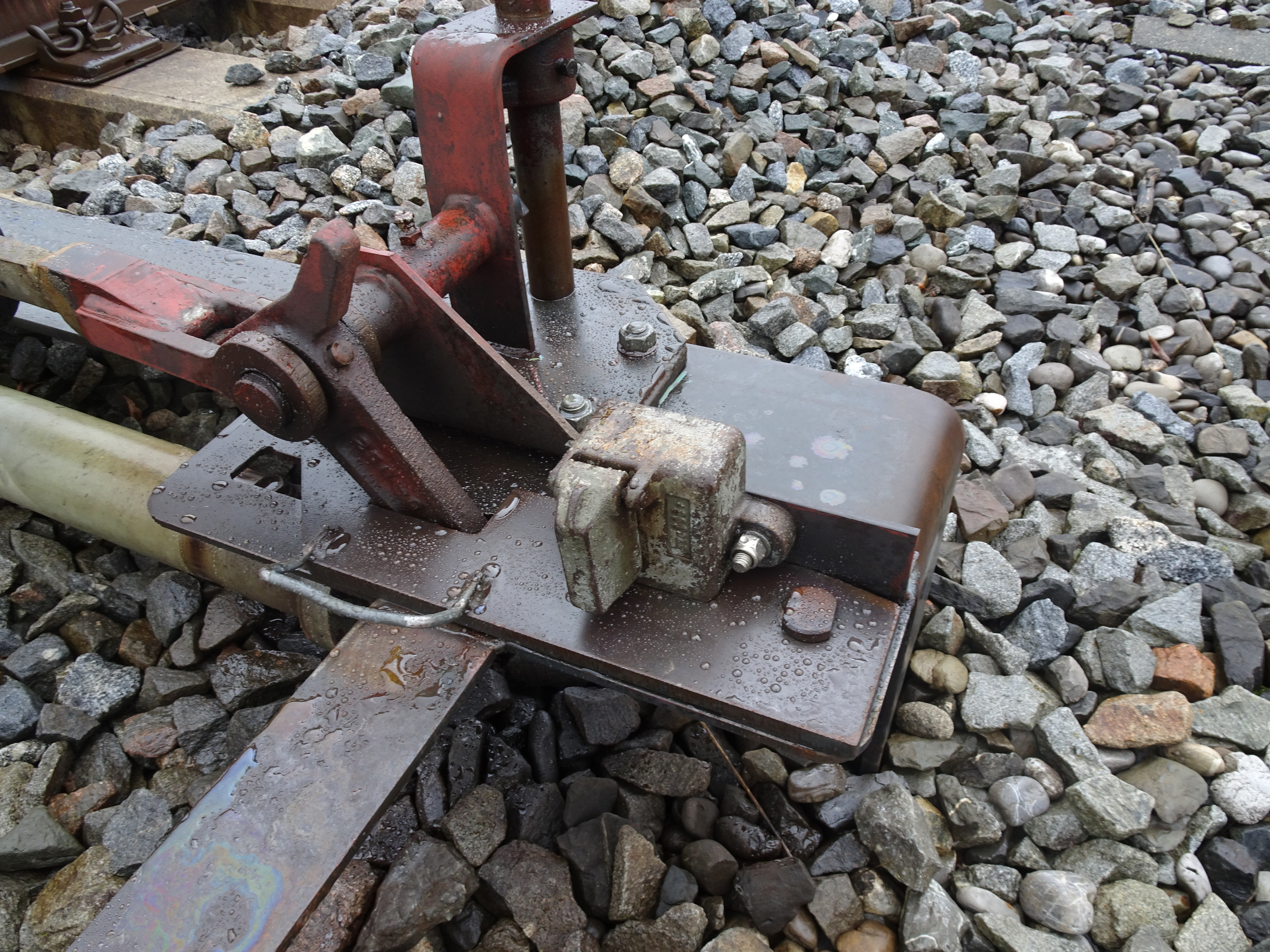
Rückfallweiche mit Weichenbockschloss, welches rechts des Stellhebels angeordnet ist

Ein Weichenbockschloss ist ein Handverschluss, welcher an der Weichenstellvorrichtung von ortsgestellten Weichen angebracht wird. Ein durch den Stellhebel bewegter Verschlussschieber wird durch das Weichenbockschloss in einer oder beiden Endlagen verschlossen. Als Schloss dient ein Gleissperrenschloss. Weichenbockschlösser werden beispielsweise bei Rückfallweichen eingesetzt.

## Gleissperrenschloss

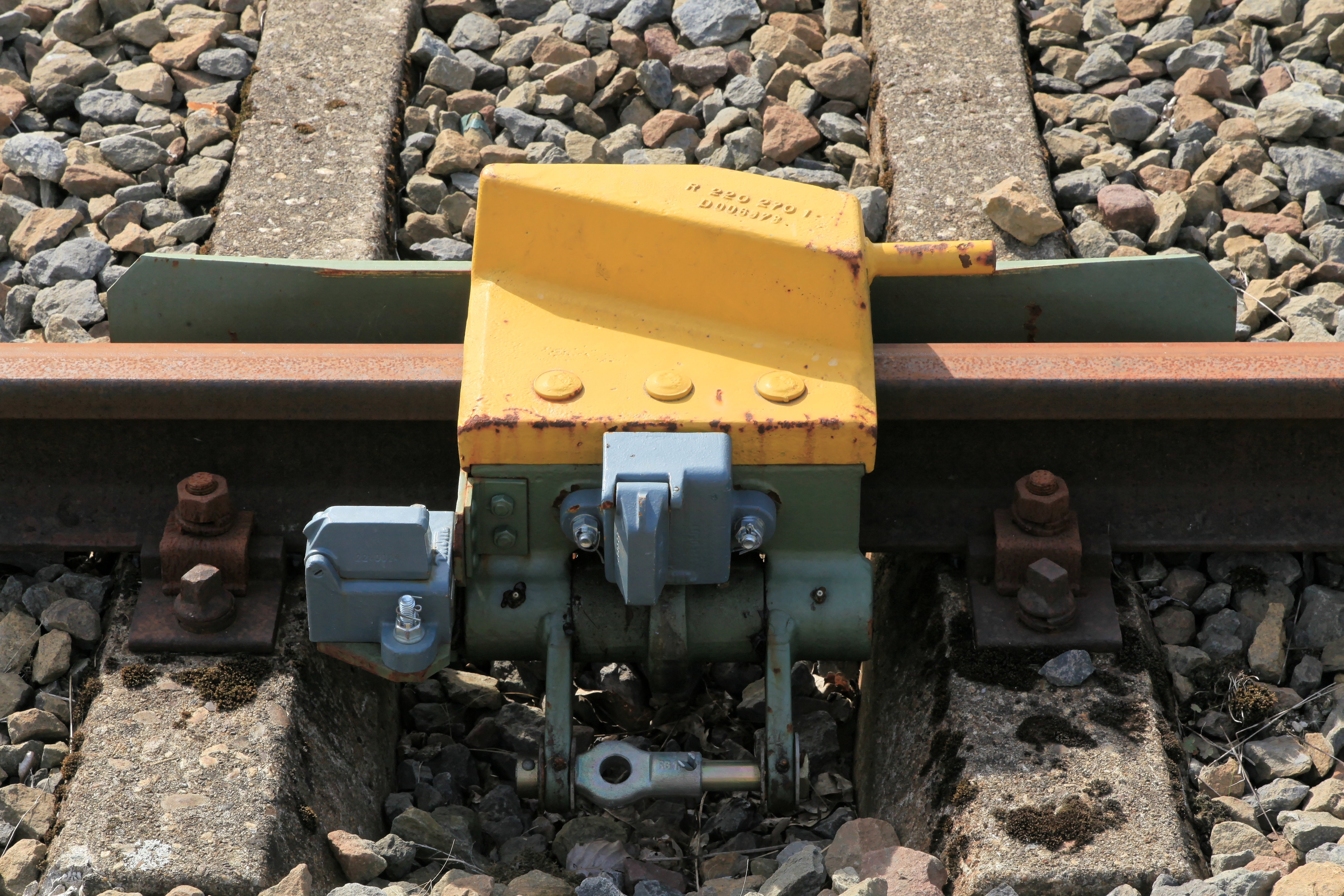
Anklemmbare Gleissperre mit zwei grauen Gleissperrenschlössern; das Schloss am Entgleisungsschuh verschließt die Gleissperre auf-, das an der linken Seite abliegend

Gleissperrenschlösser sind ähnlich aufgebaut wie Weichenschlösser und dienen zum dauerhaften Verschluss von ortsbedienten Gleissperren oder zum vorübergehenden Verschluss fernbedienter Gleissperren, wenn die Fernbedienung nicht funktionsfähig ist.
Gleissperren können sowohl in aufliegender als auch in abliegender Stellung mit je einem Gleissperrenschloss gesichert werden. Dafür sind zwei verschiedene Anbauplätze vorgesehen. Ein Gleissperrenschloss für den Verschluss in abliegender Stellung erfordert zusätzliche Lagerteile. Eine Mutternsicherung wie bei Weichen- und Riegelschlössern gibt es für Gleissperrenschlösser nicht. Als Ausbauschutz dienen bei Schlössern in aufliegender Stellung Schrauben mit Vierkantköpfen auf der Außenseite und generell Kronenmuttern mit Nieten.
Schlüsselabhängige Gleissperren erhalten, wenn eine Folgeabhängigkeit hergestellt werden soll, für beide Stellungen ein Schloss. Wie bei Weichen kann hier auch immer nur der Schlüssel ausgeschlossen werden, der der Stellung der Gleissperre entspricht.

## Zungensperre

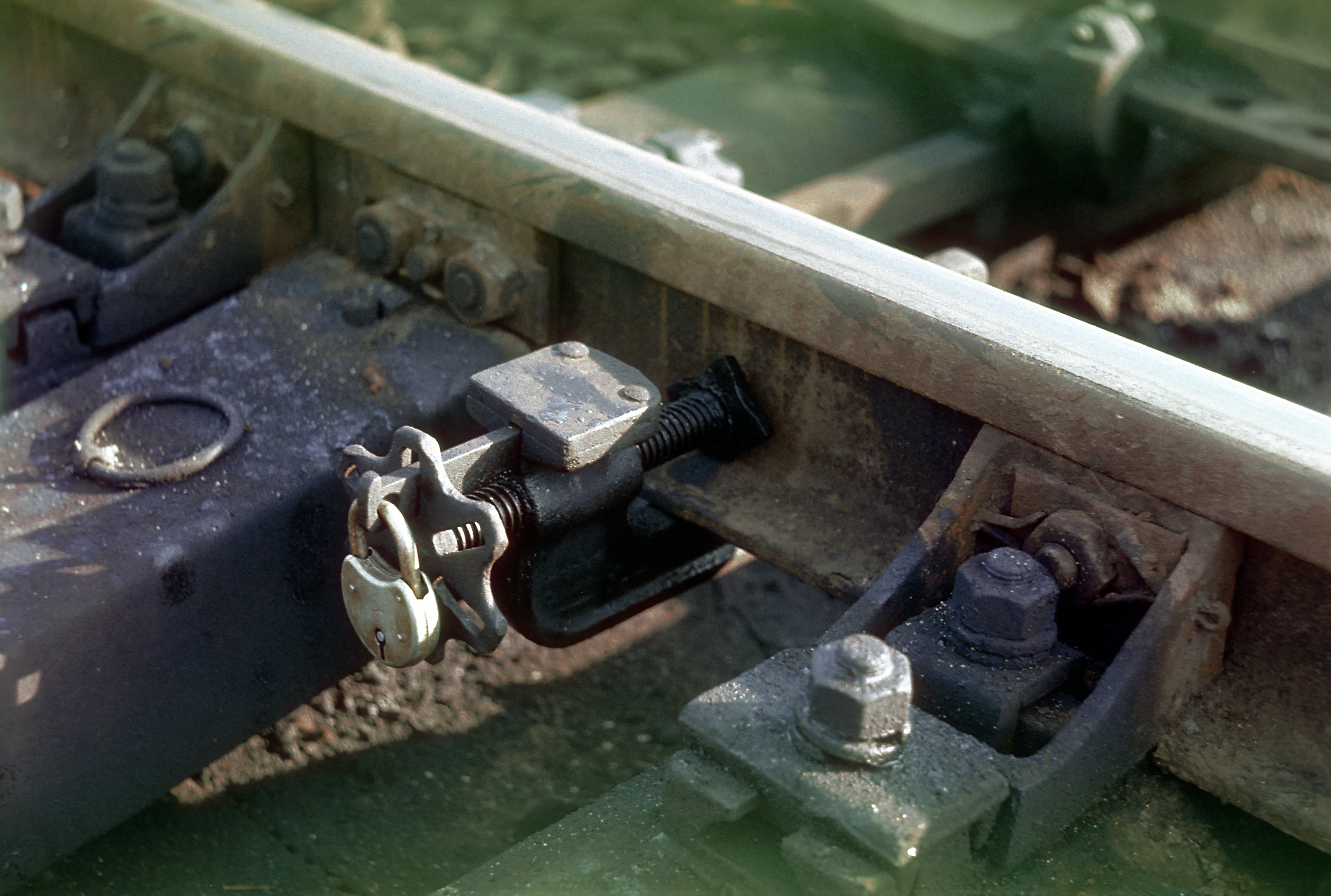
Zungensperre ohne fest angebautes Schloss

Zungensperren dienen zum vorübergehenden Verschließen von an- bzw. abliegenden Weichenzungen. Ähnlich einer Schraubzwinge kann eine anliegende Weichenzunge an die Backenschiene geklemmt bzw. eine abliegende Weichenzunge auf Distanz gehalten werden, um ein Lösen des Weichenspitzenverschlusses zu verhindern. Die Gewindespindel der Zungensperre wird über das Handrad mithilfe eines Verschlussschiebers blockiert, welches durch ein Schloss verschlossen wird.
Da eine Zungensperre zum Umstellen der Weiche abgenommen werden muss, kann nicht gewährleistet werden, dass die Weiche in der richtigen Lage verschlossen ist. Mit Zungensperren kann daher keine Signalabhängigkeit hergestellt werden. Die Schlüssel für Zungensperren weisen zwar dieselben Formen und Brüche wie die der übrigen Handverschlüsse auf, sie sind jedoch deutlich kleiner und nicht gegeneinander austauschbar.

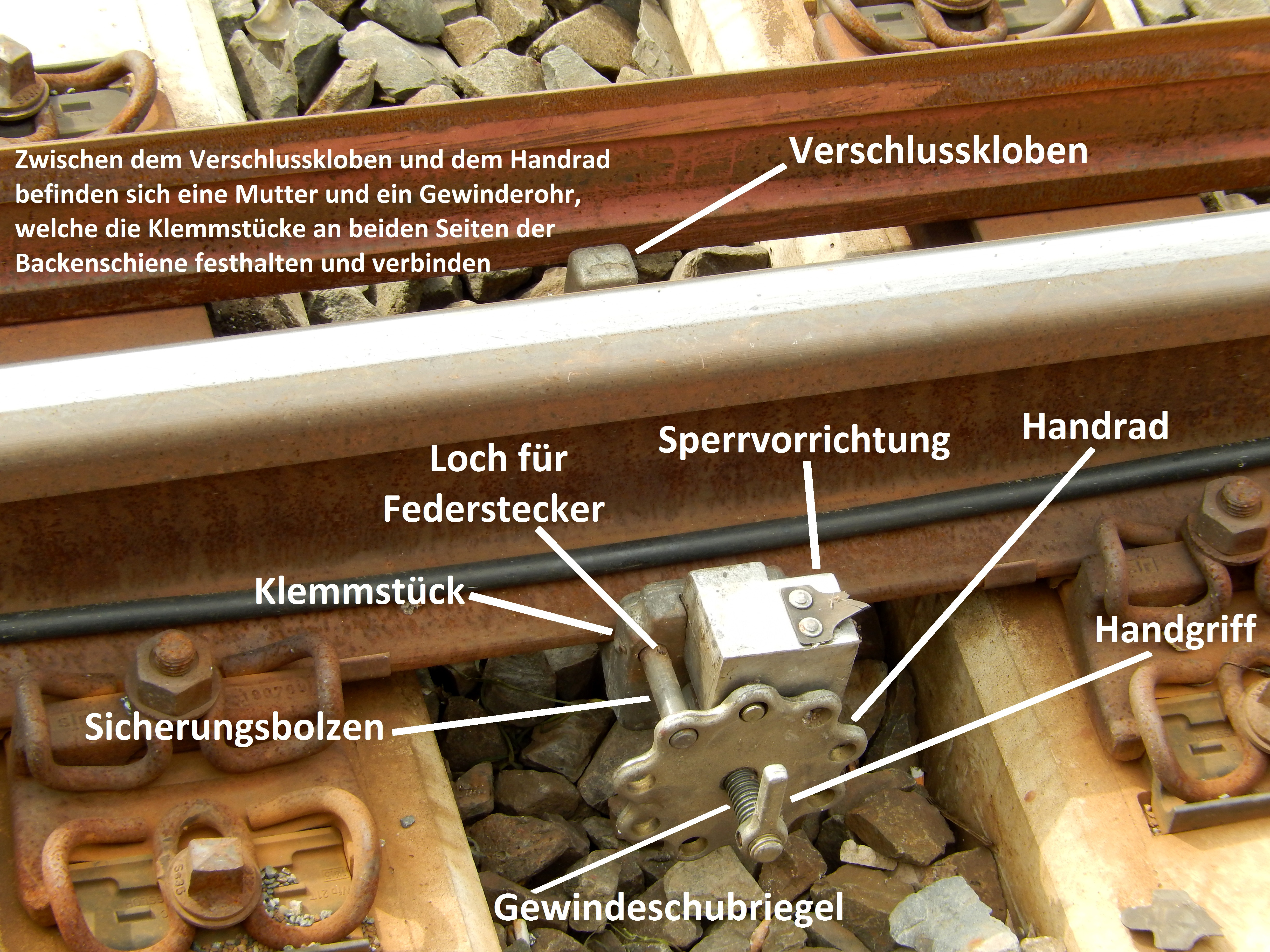
Handverschluss 73

Der Handverschluss 73 (HV 73) ähnelt einer Zungensperre. Auch dieser wird mit zwei Klemmstücken und einer Gewindespindel am Schienenfuß einer Backenschiene angebracht. Mithilfe eines Verschlussklobens wird entweder die anliegende Weichenzunge an die Backenschiene geklemmt oder die abliegende Weichenzunge auf Distanz gehalten. Über den Gewindeschubriegel und das Handrad wird der Verschlusskloben fixiert und durch einen Sicherungsbolzen gesichert. Zusätzlich kann als Manipulationsschutz ein Schloss (Sperrvorrichtung) angebracht werden. Damit kann jedoch ebenfalls keine Schlüsselabhängigkeit hergestellt werden, weil die betreffende Zunge mit einem HV 73 an- und abliegend verschlossen werden kann und die losen Sperrvorrichtungen auch in nicht eingesetzter Lage verschließbar sind. Der Vorteil des HV 73 gegenüber einer klassischen Zungensperre ist, dass er zum Umstellen der Weiche nicht abgenommen werden muss. Damit können HV 73 an Weichen, z. B. in durchgehenden Hauptgleisen, dauerhaft angebracht werden, um im Störungsfall die betreffenden Weichen schnell sichern zu können. Die Schlüssel für die Sperrvorrichtungen entsprechen den üblichen der anderen Handverschlüsse.
Zungensperren und HV 73 werden in erster Linie wie Weichenschlösser verwendet. Bei Weichen mit funktionsfähigen Weichenverschlüssen wird die abliegende Zunge an der Weichenspitze festgelegt. Damit wird durch die Wirkung des bzw. der Weichenverschlüsse auch die anliegende Zunge festgehalten. Bei gestörten, unwirksamen oder fehlenden Weichenverschlüssen wird zusätzlich die anliegende Zunge an der Weichenspitze gesichert, bei Weichen mit mehr als einem Verschluss zusätzlich fünf Schwellenfächer dahinter.

## Herzstückspitzensperre
Herzstückspitzensperren sind nach den gleichen Grundsätzen gebaut wie Zungensperren. Sie dienen bei einfachen Weichen zur vorübergehenden Sicherung von beweglichen Herzstückspitzen.